# 索斯特
索斯特（德語：Soest，發音：[ˈzoːst] ⓘ）是德国北莱茵-威斯特法伦州阿恩斯贝格行政区索斯特县的城市，也是索斯特县的县治，面积85.81平方千米，2023年12月31日人口为48,250人。

## 友好城市
索斯特与以下城市结为友好城市：
- 班戈（1973年）
- 瑞典 維斯比（1995年）
- 法國 盖拉尔（1967年）
- 德国 埃尔斯特河畔黑尔茨贝格（1995年）
- 荷蘭 坎彭（1992年）
- 匈牙利 沙羅什保陶克（1995年）
- 荷蘭 苏斯特（2004年）
- 波蘭 斯切爾采奧波萊斯基